# Crocidura crenata
Crocidura crenata es una especie de musaraña (mamífero placentario de la familia de los sorícidos).

## Hábitat
Vive en bosques de una altitud de 100 a 700 m.

## Distribución geográfica
Se encuentra en Camerún, República Centroafricana, República del Congo, República Democrática del Congo, Guinea Ecuatorial y Gabón.